# Saison 1992-1993 du Boucau Tarnos stade
 (août 2010).
Cette page présente la saison 1992-1993 du Boucau Tarnos stade en Championnat de France de rugby à XV de 2e division.

## Transferts
| Joueur             | Poste           | Destination      |
| Patrick Haurieu    | talonneur       | Aviron bayonnais |
| Jean-Marc Chevrier | 3e ligne centre | US Dax           |
| Christophe Domingo | 2e ligne        | Aviron bayonnais |

| Joueur            | Poste                      | Destination      |
| Jean-Michel Labat | demi de mêlée              | Aviron bayonnais |
| Franck Rollet     | demi d'ouverture ou centre | Aviron bayonnais |
| François Navarron | 3e ligne                   | Aviron bayonnais |
| Etrillard         | pilier                     | Aviron bayonnais |
| Etcheto           | ailier                     | Aviron bayonnais |

## Récit de la saison
- Reparti en 2e Division le BTS affronte en 1re Phase : Mugron, AS Bayonne, Montfort, Langon, Arudy, St Foy la Grande, Bazas, Pontacq & Vic en Bigorre.

L'équipe 1re prend de la constance et restera invaincu à domicile (dont 69 à 0 devant Bazas, 66 à 6 devant Montfort & 45 à 5 devant Vic en Bigorre). Mieux, elle s’exporte à l’extérieur où elle décrochera 5 victoires (à Langon & Bazas d’un point, à Montfort de 2 points, 3 à 30 à Arudy & à Bayonne contre l’ASB.).
Ainsi, les Noirs terminent 1er de leur Poule avec 5 points d’avance sur le second (St Foy) en ne concédant que 4 défaites.
Mais le parcours du BTS ne fut pas une promenade de santé, surtout quand dans la poule on devait affronter Pontacq… Cette équipe Béarnaise utilisa la violence afin de remporter des matchs pour lesquels elle se savait limité. Aussi, plusieurs clubs de la poule, lorsqu’ils les rencontrèrent, subirent des agressions. Certains déposèrent un dossier à la FFR (BTS, Langon, St Foy la Grande et appuyé par Mugron & Montfort) afin que des sanctions soient prises contre les Béarnais.
Concernant les matchs BTS/Pontacq, Si le match aller de la 1re phase se passa sans problème (29 à 0 pour le BTS à Tarnos (4 essais à 0)), on ne peut pas en dire autant du match retour que Pontacq, chez lui, gagna (à la dernière minute) 13 à 10.
Ainsi, plusieurs joueurs Boucalo-Tarnosiens furent victimes d'agressions gratuites, comme l’arrière J-C. Arretche lors de son essai ou le talonneur San Juan qui perdit 2 dixièmes à un œil.
| Adversaires      | Résultats Domicile | Résultats Extérieur |
| Mugron           | Gagné              | Perdu 25 à 6        |
| Montfort         | Gagné 66 à 6       | Gagné 16 à 18       |
| Langon           | Gagné 13 à 0       | Gagné 10 à 11       |
| Arudy            | Gagné 25 à 0       | Gagné 3 à 30        |
| St Foy la Grande | Gagné 20 à 15      | Perdu 20 à 15       |
| Bazas            | Gagné 69 à 0       | Gagné 12 à 13       |
| Pontacq          | Gagné 29 à 0       | Perdu 13 à 10       |
| AS. Bayonne      | Gagné 32 à 14      | Gagné               |
| Vic en Bigorre   | Gagné 45 à 5       | Perdu 19 à 9        |

La qualification pour les Plays Off en poche les Noirs affrontèrent Mugron, Decazeville et .. Pontacq. Lors du 1er match de la 2e phase, le BTS ne put pas faire mieux que match nul 3 à 3 en Béarn. Les locaux se firent un malin plaisir à perdre contre les 2 autres adversaires afin d'essayer de priver les Noirs d'une qualification (choses qu'ils avaient promis de faire). Aussi, "les forgerons" durent cravacher pour terminer 1er de poule grâce à une superbe et probante victoire à Decazeville, avec un exceptionnel Bellocq à la manœuvre.
Bilan de cette 2e phase : 2 victoires contre Decazeville, 1 victoire et 1 nul contre Pontacq et 1 victoire & une défaite contre Mugron. Le BTS termine 1er de poule avec 1 point d'avance devant Mugron le 2e.
| Adversaires | Résultats Domicile | Résultats Extérieur |
| Pontacq     | Gagné 20 à 9       | Match nul 3 à 3     |
| Decazeville | Gagné 31 à 10      | Gagné 16 à 35       |
| Mugron      | Gagné 49 à 6       | Perdu 16 à 13       |

Sur la lancée, le BTS se qualifie directement pour les 16e de finale, où à Montrejeau, il affronte Quillan. Dans un stade coloré, les Noirs firent un match en tout point maîtrisé. Prenant son adversaire à la gorge, ils ne laissèrent aucune chance à des Quillanais vite débordés et surclassés : 31 à 11 avec 3 essais marqués par les Noirs (mi-temps : 21 à 0 pour le BTS).
Le match suivant (celui de la montée) fut d'un autre acabit. Affrontant Sigeant-Port la Nouvelle à Lannemezan, les Noirs devait passer l'obstacle des 8e de finale pour retrouver la 1re Division. Devant un adversaire de qualité, jouant parfaitement le contre, les Noirs n'arrivèrent jamais à se défaire d'une défense parfaitement organisée qui marqua l'unique essai de la rencontre. Pire, le BTS ne fut jamais récompensé de la supériorité de sa mêlée. Score final 14 à 12 pour Sigean-Port la Nouvelle.
| poste                                     | joueurs                                                                   |
| 1re ligne                                 | Jean-François ELIZAGOYEN, Didier SAN-JUAN, ETRILLARD                      |
| 2e ligne                                  | Daniel POCORENA, Michel LASSALLE (cap)                                    |
| 3e ligne                                  | Maurice BARRAGUé, Bruno BERROUET (puis François NAVARRON), Régis BOUGEOIS |
| demi de mêlée                             | Jean-Michel LABAT                                                         |
| demi d'ouverture                          | Denis LOURTET                                                             |
| 3/4                                       | HARAN, Jean-Claude ARRETCHE, Franck ROLLET, LARROUY                       |
| arrière                                   | Thierry SéGURET (puis Frédéric CROUZAT)                                   |
| Joueurs ayant disputés les Phases Finales | Patrick ARNEAU, DUGUINE & Patrick ERRECART                                |

Mais en cette année 93, la FFR laissait une chance de monter aux éliminés de 8e en disputant un barrage contre une équipe de groupe B mal classé. C'est donc à Villefranche de Lauragais que le BTS affronta le  La Voulte sportif des Camberabero (Guy (entraîneur) et Gilles (demis de mêlée)).
| poste            | joueurs                                                                           |
| 1re ligne        | Jean-François ELIZAGOYEN, ETRILLARD, Patrick ERRECART (puis Didier SAN-JUAN)      |
| 2e ligne         | POCORENA, Michel LASSALLE (cap)                                                   |
| 3e ligne         | Maurice BARRGUé (puis DUGUINE), François NAVARRON, Régis BOURGEOIS                |
| demi de mêlée    | Jean-Michel LABAT (puis Alain MENDIBOURE)                                         |
| demi d'ouverture | Jacques BELLOCQ                                                                   |
| 3/4              | Jean-Claude ARRETCHE, Franck ROLLET, Denis LOURTET (puis LARROUY), Patrick ARNEAU |
| arrière          | Frédéric CROUZAT                                                                  |

Que dire de cette rencontre :
- Elle fut la dernière de Maurice Barragué sous le maillot noir (l'international Junior signa, la saison suivante, au FC Lourdes puis joua en professionnel aux CA Bègles, SU Agen, Section paloise et Stadoceste tarbais).
- La Voulte emmené par une exceptionnelle charnière Gilles Camberabero (à l'ouverture) et Guillot (à la mêlée) maîtrisa ce match de la tête et des épaules… Passant 48 points (dont 6 essais) à des Noirs qui n'avaient plus « d'essence dans le moteur » (mi-temps 17 à 0)… À la suite d'une saison où ils avaient dû cravacher pour se qualifier (chaque fois à la 1re place de leurs poules).
- Le club connaîtra 2 tournants dans la saison :
- Une défaite à Vic en Bigorre (19 à 9) lors du 3e match de championnat où oubliant de jouer, les Boucalo-Tarnosien ne pensèrent qu'à se rendre face aux provocations des locaux. Résultat : ils terminèrent à 14 (à la suite de l’expulsion pour 2 cartons jaunes de Pocorena) et perdirent une rencontre largement à leur portée ne s’inclinant qu’à 15 minutes de la fin sur un essai des locaux. Il en résultera une frustration et une colère de Champres (entraîneur) qui mit les joueurs face à leur responsabilité. Aussi, à partir de cette rencontre, les joueurs arrivèrent à assumer leur jeu tout en se faisant respecter.
- Le 2e match fut la victoire à Decazeville en Play Off. Dans l'obligation de gagner pour se qualifier, l'équipe 1re partie la veille afin de préparer au mieux cette rencontre capitale. Surprise en arrivant à l'Hôtel, le nombre de chambres et de lits réservés ne sont pas suffisants. Aussi, les joueurs décidèrent de partager leur couche... Cela eut pour conséquence de souder encore plus un groupe de qualité. La prestation le lendemain (victoire 16 à 35 avec 23 points de Jacques Bellocq (qui inscrivit : 1 essai, 2 pénalités & 4 drops)) permis à l'équipe de prendre conscience en ses capacités.

À la fin de cette saison, à 37 ans, Henry Gaye décide d'arrêter de jouer en 1re... Après 18 saisons de bons et loyaux service (où il connut tout sous le seul maillot noir (du plus haut niveau pendant 16 ans puis la descente en 2e Division avec au passage 1 titre de Champion de France Cadet en 1972), il souhaita "s'amuser" une dernière fois. Aussi, il prit une licence en Réserve (équipe 3 du club) lors de la saison suivante.
Arnoux, gravement blessé lors de la réception d’Arudy (triple fracture des apophyses) met lui aussi un terme à sa carrière à 26 ans et Th. Séguret rejoint le club de son père dans la banlieue paloise (Idron-Lee). Par la suite, il signera à Cambo.

## Le challenge de l'Essor
La même saison, la 1re est éliminée en 1/2 finale du challenge de l'Essor, battue 23 à 13 en prolongation par le CASG Paris à Mouguerre (13 à 13 à la fin du temps réglementaire). En 1/4 de finale le BTS avait éliminé le Sport athlétique mauléonais 15 à 3 à Peyrehorade, et en 8e l'US Mouguerre à Bayonne 16 à 14.

## Effectif
| Rang | Nom              | Poste                 | parcours               |
| 1    | Henry Gaye       | Pilier                | formé au club          |
| 2    | Bertin           | Pilier                | Caen en cadets         |
| 3    | Etrillard        | Pilier                | Bayonne                |
| 4    | Errecart         | Pilier                | formé au club          |
| 5    | Bizauta          | 2e ligne              | Angers                 |
| 6    | San-Juan         | Talonneur             | Anglet                 |
| 7    | Maurice Barragué | 2e ou 3e ligne Centre | formé au club          |
| 8    | Pocorena         | 2e ligne              | Bayonne                |
| 9    | Michel Lassalle  | 2e ligne              | formé au club          |
| 10   | Duguine          | 2e ou 3e ligne        | Bagnères               |
| 11   | Elizagoyen       | Pilier                | Mouguerre puis Bayonne |
| 12   | Filatriau        | 3e ligne              | A.S.Bayonne            |
| 13   | Navarron         | 3e ligne aile         | Bayonne                |
| 14   | Berrouet         | 3e ligne centre       | formé au club          |
| 15   | Blanc            | 3e ligne aile         | formé au club          |
| 16   | Napias           | 3e ligne aile         | formé au club          |
| 17   | Labat            | Demi de mêlée         | formé au club          |
| 18   | Mendiboure       | Demi de mêlée         | Anglet puis Bayonne    |
| 19   | Bellocq          | Ouvreur               | Hendaye puis Bayonne   |

| Rang | Nom                 | Période                          | Parcours                  |
| 20   | Lousteau            | Demi de mêlée                    | formé au club             |
| 21   | Lourtet             | Ouvreur, centre ou demi de mêlée | formé au club             |
| 22   | Brisé               | Centre                           | formé au club             |
| 23   | Rollet              | Centre                           | Bayonne                   |
| 24   | Crouzat             | Centre                           | Bayonne, BS/BTS puis Nice |
| 25   | Vergez              | Ailier                           | formé au club             |
| 26   | Arneau              | Ailier                           | Bayonne                   |
| 27   | Laurent Larrouy     | Ailier ou demi de mêlée          | formé au club             |
| 28   | Bourgeois           | Ailier ou 3e ligne               | formé au club             |
| 29   | J-C Arretche        | Arrière ou ailier                | ASSM                      |
| 30   | Thierry Séguret     | Arrière, centre ou ailier        | Lourdes                   |
| 31   | Haran               | Centre ou ailier                 | Bayonne                   |
| 32   | Eric Larrouy        | Ailier                           | formé au club             |
| 33   | Frédéric Arretche   | Arrière ou ailier                | ASSM                      |
| 34   | Christophe Dacharry | Ailier                           | formé au club             |
| 35   | Thierry Arnoux      | Arrière ou ailier                | formé au club             |
| 36   | Péhau               | Ouvreur                          | formé au club             |
| 37   | Yannick Barragué    | 3e ligne                         | formé au club             |

## Les Juniors Reichels A
Les Juniors Reichel sont éliminés en 16e de finale du Championnat de France par le  RC Narbonne 10 à 3.